# Eresia erysice
Eresia erysice är en fjärilsart som beskrevs av Jacob Hübner 1832. Eresia erysice ingår i släktet Eresia och familjen praktfjärilar. Inga underarter finns listade i Catalogue of Life.